# 馬公街

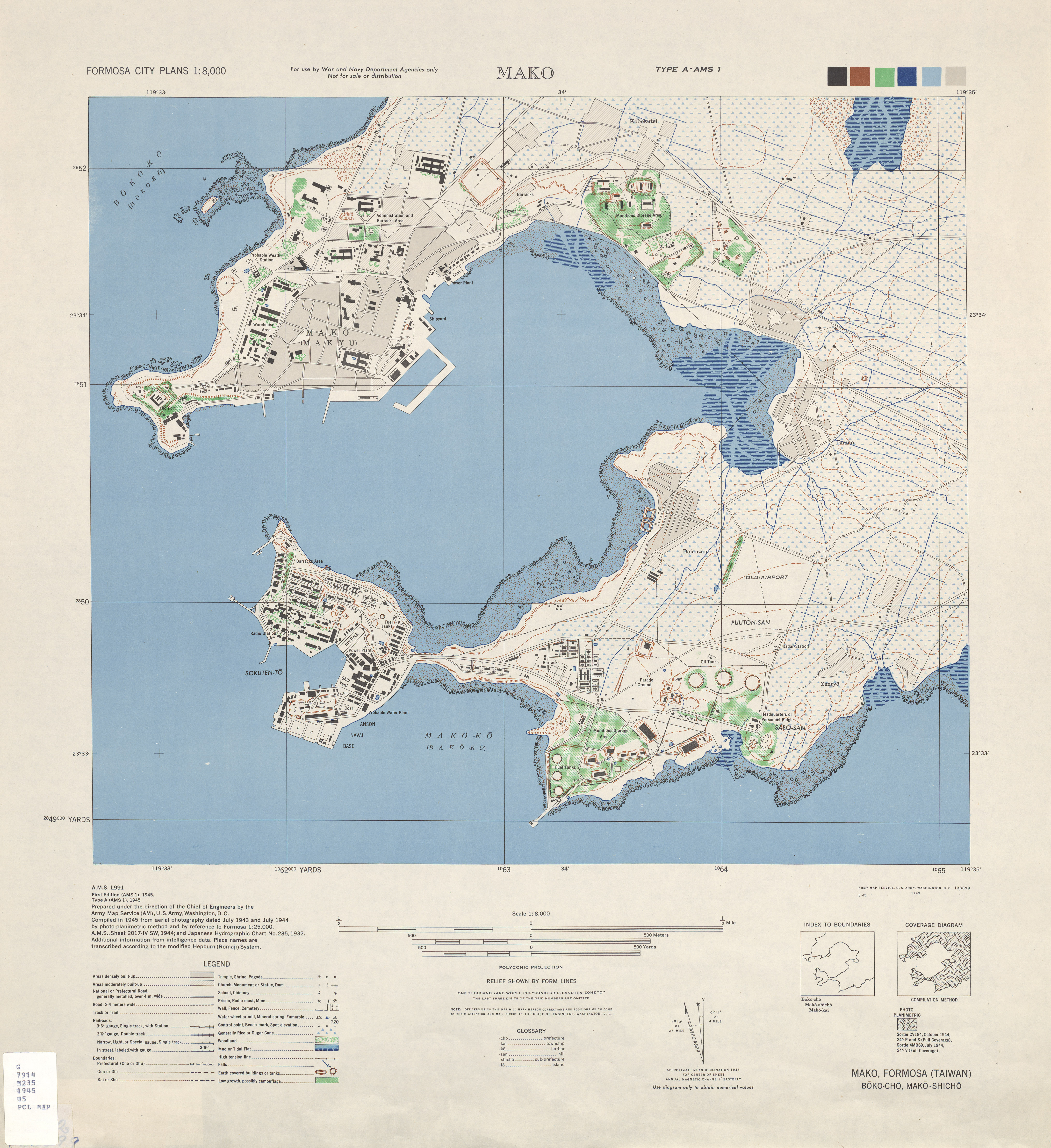
1945年的馬公地圖

馬公街，為臺灣日治時期的行政區劃，1920年始設，名稱來自澎湖廳東西澚的媽宮街（澎湖廳城），隸屬澎湖廳馬公支廳。今澎湖縣馬公市。

## 街原名
原屬
- 東西澚之媽宮街、火燒坪鄉、后窟潭鄉、西衛鄉、文澳鄉、紅木埕鄉、小案山鄉、大案山鄉、東衛鄉、宅脚嶼鄉
- 嵵裡澚之風櫃尾鄉、嵵裡鄉、井仔垵鄉、鷄母塢鄉、猪母水鄉、鎖管港鄉、鐵線尾鄉、石泉鄉、菜園鄉、前藔鄉、虎井鄉、桶盤鄉
- 林投澚之雙頭掛鄉、烏崁鄉[1]

## 行政區劃
馬公街轄域內分為馬公、火燒坪、後窟潭、西衛、東衛、文澳、紅木埕、大案山、小案山、宅脚嶼、風櫃尾、嵵裡、井子垵、雞母塢、豬母水、鎖管港、鐵線尾、石泉、菜園、前寮、虎井、桶盤、雙頭掛、烏崁24個大字。

### 町
馬公街底下的「馬公」大字原是澎湖廳東西澚的「媽宮街」，即清朝的澎湖廳城（又名媽宮城）。日治時期「媽宮街」之名大約在明治卅二年（1899年）便已使用於公文書上，臺灣堡圖上也有「媽宮街」之名。明治卅年（1897年）11月4日澎湖廳長伊集院兼良發佈的〈澎湖廳令第九號〉中，在東西澚「媽宮」下劃分宮內町、東町、南町、西町、北町，而在這之前於明治廿八年（1895年）12月5日澎湖島島司宮內盛高提出的〈澎湖島十一月份機密報告〉已提到為了行政區劃上的方便，已暫且先將媽宮城內分為五町，其下再分為一到三丁目。但是這些町並非正式由總督府公告認可的行政區劃，而是由澎湖廳所作的劃分，相當於土名。而在明治卅七年（1904年）10月10日時，澎湖廳以澎廳第6238號函報總督府（總督府以指令第2157號認可），將馬公港的「埋立地」（該土地東、南為海，西至第三棧橋，北到城壁，面積約1373坪）編入媽宮街，命名為「築地町」，得到認可後遂於該年11月19日以澎湖廳告示第35號發佈築地町的設立，另外在隔年（1905年）媽宮街之下除了前述六町之外，還有一個「天清」的土名。明治四十一年（1908年）時，澎湖廳以澎湖廳令第四號將東西澳紅木埕鄉的埔仔尾併入媽宮街，成為東町的一部分。
而在馬公街正式設置後，於昭和年間（1930到1933年，較可能是公佈〈保甲條例施行細則〉的1932年），南町被細分成南町一區與南町二區。

## 設施
- 澎湖廳
- 馬公街役場
- 馬公要港部
- 澎湖醫院
- 澎湖島陸軍病院
- 澎湖郵便局
- 馬公水上警察官吏派出所
- 澎湖神社
- 松島紀念公園
- 馬公尋常高等小學校（現 中正國小）
- 馬公第一公學校（現 馬公國小）
- 馬公第二公學校（現 石泉國小）
- 馬公水產補習學校（現 澎湖海事）
- 馬公高等女學校（現 馬公高中）
- 澎湖火力發電所
- 臨濟宗妙心寺派大智山妙廣寺
- 淨土真宗本願寺派光玄寺
- 辨天岬海水浴場（現 觀音亭海水浴場）
- 馬公街遊廓

## 戰後改制
二次大戰之後，由於民國卅四年（1945年）11月17日發布的〈臺灣省各縣市街道名稱改正辦法〉，澎湖也進行了名稱改正。而在當時原有打算將「馬公」改回「媽宮」之名，但因為認為「馬公」之名並無不適，故無恢復「媽宮」此一似陋名詞之必要。當時澎湖的街路改名情形如下：
| 街路名   | 日治時期名稱或範圍                               |
| -------- | ------------------------------------------------ |
| 光復街   | 朝陽町                                           |
| 啟明街   | 東町與宮內町一部分                               |
| 長安街   | 西町                                             |
| 復興街   | 南町二區全部，南町一區的一部分                   |
| 重慶街   | 北町                                             |
| 中央街   | 宮內町一部分與南町一區的一部分                   |
| 中山路   | 自順承門至上瀧瓦工場前，原「海岸通」             |
| 中正路   | 自原澎湖廳廳舍經陸軍病院、臺銀、澎湖醫院到中山路 |
| 民權路   | 自中山路尾經馬公會館到北派出所                   |
| 民生路   | 自北派出所經女子中學到觀音亭                     |
| 民族路   | 自專賣局經原日本兵營到中山路起點                 |
| 中華路   | 自北派出所經紅木埕村到東衛                       |
| 新生路   | 自北派出所經澎湖戲院前到三官廟                   |
| 東白公路 | 自東衛至白沙鄉通梁                               |
| 東湖公路 | 自東衛至湖西鄉良文港                             |

另外該案還將「番地」改為「號」，紅木埕村改為朝陽村，並將原本的松島公園與澎湖神社合併改稱中山公園。